# Rehab
«Rehab» (en català: «Rehabilitació») és una cançó de la cantant britànica Amy Winehouse. La producció va anar a càrrec de Mark Ronson per al seu segon àlbum d'estudi, Back to Black (2006).
D'acord al sistema d'informació de vendes Nielsen SoundScan, fins al 23 de juliol de 2011, «Rehab» va vendre al voltant de 1,7 milions d'unitats als Estats Units. Així mateix, d'acord amb la revista de música Billboard, al mes de juny de 2007, el senzill va aconseguir la posició núm. 9 del seu rànquing Billboard Hot 100, el més important de radiodifusió i venda de cançons del país, convertint-se en el primer i únic èxit top 10 d'Amy Winehouse.
"Rehab" va guanyar tres premis Grammy l'any 2008 en les categories de "Millor Enregistrament de l'any", "Cançó de l'any" i "Millor Interpretació Vocal".